# D'r Joep
D'r Joep is het Nederlandse nationale monument van de mijnwerkers. Het staat sinds 1957 op de Markt in het centrum van Kerkrade.
In 1939 lanceerde Kerkradenaar Jean Hermans, zoon van een verongelukte mijnwerker, het idee om een monument op te richten ter meerdere eer en glorie van de mijnwerkers in de Mijnstreek. De beeldhouwer Wim van Hoorn is de ontwerper van het beeld en op 16 juni 1957 werd het bronzen monument op de Markt onthuld.
Bij de onthulling op 16 juni 1957 deed Frans Houben, gouverneur van Limburg, de uitspraak: "Doa sjteet d'r Joep, inne echte köaler!" (Daar staat onze Joep, een echte mijnwerker). De onthulling van het beeld werd opgenomen in het Polygoonjournaal van dat jaar. D’r Joep wordt op zijn Kerkraads bezongen in het Carnavalslied "Op d’r maat sjteet d’r Joepemaan en waat op Vasteloavend..." 

## Replica
In het najaar van 2002 werd een replica van dit standbeeld gemaakt. Van dit beeld werden kort na de verschijningsdatum al snel 2000 exemplaren verkocht. Een replicabeeld werd op 15 april 2002 door Kerkraads burgemeester Jos Som aangeboden aan de weduwe van Wim van Hoorn. Deze replica is 24 cm hoog, gemaakt van neolith en voorzien van een bronzen beschermlaag.